# Грузевич Олександр Степанович
Олександр Степанович Грузевич — український військовослужбовець, бригадний генерал Збройних сил України, учасник російсько-української війни. Лицар ордена Богдана Хмельницького II (2022) та III (2016) ступенів.

## Життєпис
У 2016—2019 роках служив командиром 53-ї окремої механізованої бригади.
Станом на 2022 рік заступник начальника штабу Командування Сухопутних військ Збройних сил України.
З січня до квітня 2024 року обіймав посаду командувача оперативно-стратегічного угруповання військ «Хортиця».

## Нагороди
- орден Богдана Хмельницького II ступеня (2 серпня 2022) — за особисту мужність і самовіддані дії, виявлені у захисті державного суверенітету та територіальної цілісності України, вірність військовій присязі.[4]
- орден Богдана Хмельницького III ступеня (12 жовтня 2016) — за вагомий особистий внесок у зміцнення обороноздатності Української держави, мужність, самовідданість і високий професіоналізм, виявлені під час бойових дій та при виконанні службових обов'язків[5].

## Військові звання
- полковник
- бригадний генерал (14 жовтня 2020)[6]